# Hampus Zackrisson
Karl Hampus Zackrisson, född 24 augusti 1994 i Skene, är en svensk fotbollsspelare som spelar för Varbergs BoIS.

## Klubbkarriär
Zackrissons moderklubb är Skene IF, vilka han lämnade som 14-åring för IFK Göteborg. Han gjorde sin A-lagsdebut den 19 juni 2012 i en träningsmatch mot Örgryte IS som slutade med en 5–0 vinst för IFK Göteborg. Han var med och vann SM-guld med IFK Göteborgs U19-lag under 2013.
Han gjorde allsvensk debut den 13 juli 2013 mot IF Brommapojkarna, en match han blev inbytt mot Pontus Farnerud. I december 2013 skrev han på ett sexmånaderskontrakt med IFK Göteborgs A-lag. I juni 2014 förlängdes kontraktet året ut..
Zackrisson fick inte förlängt kontrakt och skrev den 8 december 2014 istället på ett treårskontrakt med Degerfors IF. I samband med kontraktsigneringen sa Degerfors IF:s tränare Patrik Werner att de i första hand såg Zackrisson som mittback. Zackrisson har annars tidigare mest spelat på mittfältet. Den 2 januari 2018 skrev han på ett tvåårskontrakt med Varbergs BoIS. I juli 2019 förlängde Zackrisson sitt kontrakt fram över säsongen 2021. I augusti 2021 förlängde han sitt kontrakt i Varbergs BoIS fram över säsongen 2023. I oktober 2023 förlängde Zackrisson sitt kontrakt med tre år.

## Landslagskarriär
Han spelade två landskamper för Sveriges U19-landslag under 2013.